# Teatro 3 de Febrero
El Teatro Municipal 3 de Febrero es el principal teatro de la ciudad de Paraná en la provincia de Entre Ríos, Argentina. El edificio depende de la Secretaría de Cultura de la ciudad y en su sala alberga espectáculos de diferentes ramas artísticas. Su denominación hace referencia a la Batalla de Caseros ocurrida el 3 de febrero del año 1852. Este coliseo, declarado Monumento Histórico Nacional el 10 de marzo de 2008 por medio del Decreto 390/2008, posee en la actualidad la sala mayor, la sala vip creada a instancias de la Convención Constituyente (1994), la sala Luis Sandrini y el foyer.

## Descripción

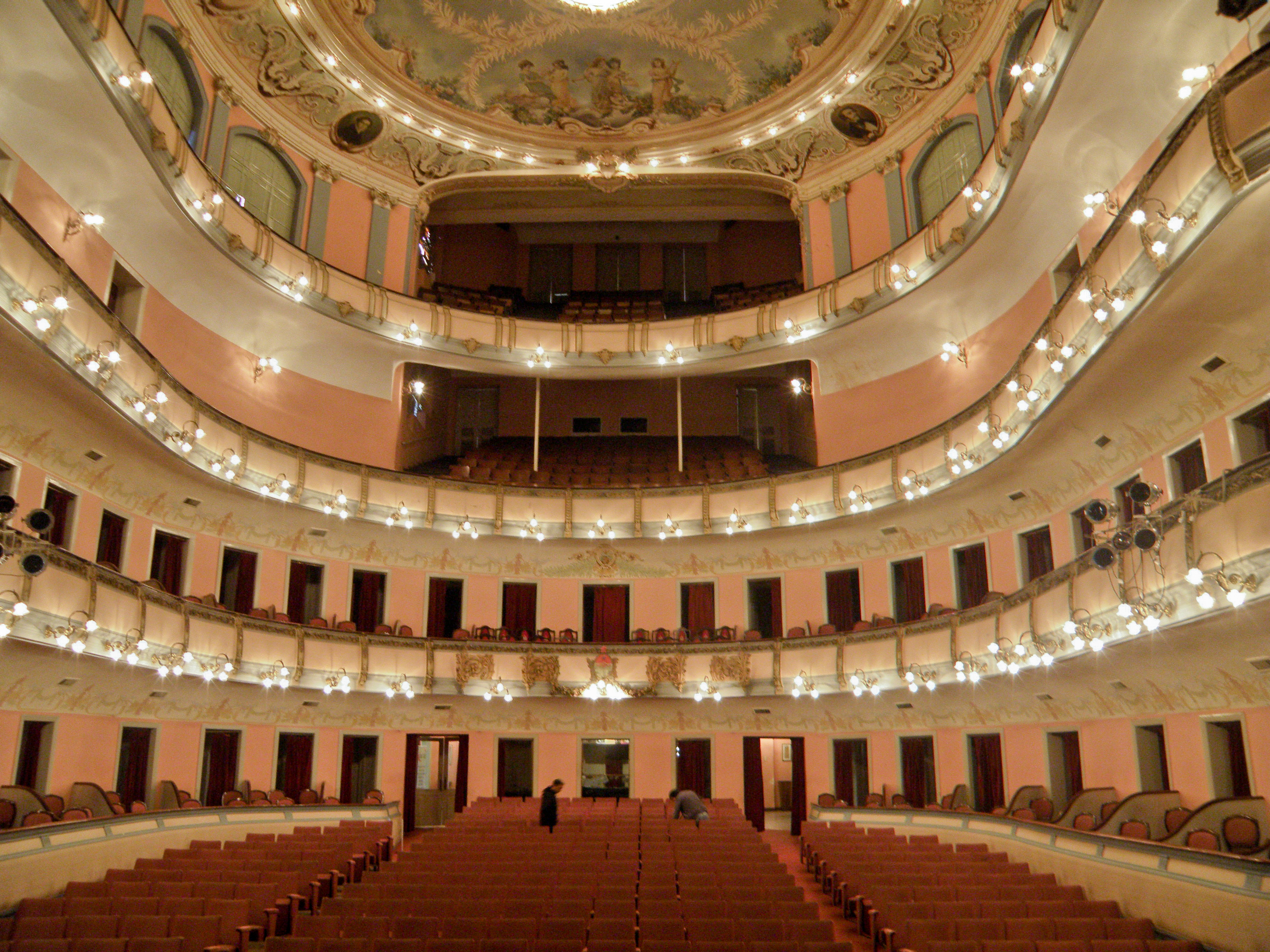
Sala, con capacidad aproximada de 650 espectadores.

Según reza en los considerandos del decreto: 

...el edificio fue diseñado por el ingeniero Lorenzo SIEGERIST respondiendo a los cánones del eclecticismo, y su fachada se compone de TRES (3) niveles claramente diferenciados: el inferior, con grandes pilastras tratadas como mampuestos de piedra y CINCO (5) puertas con pequeñas escalinatas de mármol de Carrara; el piso siguiente, con TRES (3) ventanas de medio punto enmarcadas por columnas con capiteles de inspiración corintia y DOS (2) hornacinas laterales, y el último nivel, conformado por una gran cúpula plateada, que remarca y jerarquiza el foyer.
Que la sala principal, en forma de herradura, está decorada siguiendo los cánones del barroco, con riqueza de molduras y pinturas, entre las que se destacan las realizadas por el pintor Ítalo PICCIOLI en el intradós de la cúpula: un símbolo al arte, con querubines, musas instrumentos musicales, guirnaldas y flores.

El primer espectáculo público que se ofrece en el primitivo teatro, fue la representación del drama histórico-político en verso (en cuatro actos), titulado Urquiza o la muerte. Esta pieza fue representada por la Sociedad Dramática Entre-Riana, una compañía que llevó adelante José Quirce y que duraría hasta comienzos de 1854.
El 8 de agosto de 1852 se inaugura el Teatro 3 de Febrero, con un discurso del gobernador delegado Antonio Crespo. Este teatro lírico de Paraná es anterior al Teatro Solís de Montevideo y al primer Teatro Colón de Buenos Aires.